# Zhongxing, Hainan
Zhongxing är en köping i Kina. Den ligger i provinsen Hainan, i den södra delen av landet, omkring 73 kilometer sydväst om provinshuvudstaden Haikou. Antalet invånare är 19 843. Befolkningen består av 8 766 kvinnor och 11 077 män. Barn under 15 år utgör 24,0 %, vuxna 15-64 år 63 %, och äldre över 65 år 11,0 %.
Runt Zhongxing är det ganska tätbefolkat, med 199 invånare per kvadratkilometer. Närmaste större samhälle är Heshe, 14,1 km väster om Zhongxing. I omgivningarna runt Zhongxing växer huvudsakligen savannskog.
Genomsnittlig årsnederbörd är 2 661 millimeter. Den regnigaste månaden är juli, med i genomsnitt 450 mm nederbörd, och den torraste är januari, med 24 mm nederbörd.